# Tinemyia margaritifera
Tinemyia margaritifera là một loài ruồi trong họ Limoniidae. Chúng phân bố ở miền Australasia.